# Lloyd Erskine Sandiford
Sir Lloyd Erskine Sandiford (St. Michael, 24 de marzo, de 1937-Bridgetown, Barbados, 26 de junio de 2023) fue un economista y político barbadense, miembro del Partido Democrático Laborista que fue primer ministro de Barbados entre 1987 y 1994. Se desempeñó como embajador de Barbados ante la República Popular China, el primer embajador barbadense con residencia permanente en dicho país, entre 2010 y 2013. Fue representante de la circunscripción de St. Michael South en la Cámara de la Asamblea entre 1971 y 1999.

## Biografía
Sandiford estudió economía en la Universidad de Mánchester y tiene una licenciatura en Arte en la Universidad de las Indias Occidentales. Tras completar sus estudios en el extranjero retornó a Barbados, donde inició su actividad política en el DLP. En 1967 fue designado senador en representación de la mayoría de gobierno, entonces encabezado por Errol Barrow. En 1971 se presentó como candidato del DLP a miembro de la Cámara de la Asamblea por St. Michael South. Ocupó la cartera de educación en el tercer gobierno de Barrow. Aunque el partido perdió las elecciones de 1976 ante el Partido Laborista de Barbados liderado por Tom Adams, Sandiford retuvo su escaño y fue nuevamente reelegido en 1981, manteniéndose como miembro destacado de la oposición.
Con el triunfo aplastante del DLP en 1986, Sandiford se convirtió en vice primer ministro durante el cuarto y último mandato de Barrow. Barrow falleció el 1 de junio de 1987 y Sandiford asumió entonces el liderazgo del DLP y el gobierno del país. Con una plataforma socialdemócrata y nacionalista, con énfasis en la «justicia económica» y la integración caribeña, Sandiford logró ganar una reelección en 1991. Su gobierno debió afrontar una situación económica desfavorable, que trató de combatir con medidas de austeridad, pese a lo cual el desempleo general aumentó a un 22% para la primera mitad de la década de 1990. Enfrentó también una dura competencia interna por el control partidario que debilitó su liderazgo. El 7 de junio de 1994, Sandiford perdió una moción de censura presentada por el líder de la oposición, Owen Arthur, que fue apoyada por varios parlamentarios de su partido. Respondió a esto disolviendo el Parlamento y convocando a elecciones para septiembre (dieciséis meses antes de lo constitucionalmente previsto), anunciando también su dimisión como presidente del DLP y su reemplazo por David Thompson. A pesar de esto, el DLP fue duramente derrotado en los comicios por el BLP, y Sandiford entregó el gobierno a Arthur el 6 de septiembre de 1994.
Sandiford se mantuvo en la Cámara de la Asamblea después de las elecciones, pero perdió su escaño por abrumador margen contra el laborista Noel A. Lynch en 1999. En 2000 fue nombrado Caballero de St. Andrew. El Centro de Conferencias de Sherbourne, fundado durante su mandato, lleva su nombre a partir de 2008, por iniciativa del primer ministro David Thompson. Bajo el gobierno de este último fue nombrado embajador de Barbados en Pekín, China, donde se mantuvo hasta 2013.